# Isole Wollaston
Le isole Wollaston sono un piccolo gruppo di isole dell'arcipelago della Terra del Fuoco, localizzato nell'estremo sud del Cile. Amministrativamente appartengono al comune di Cabo de Hornos, nella provincia dell'Antartica Cilena, a sua volta parte della regione di Magellano e dell'Antartide Cilena. Sono poco più a nord di Capo Horn, nel Canale di Drake, e a sud-ovest delle isole Picton, Lennox e Nueva. 
Sono comprese nel parco nazionale Capo Horn. Le isole sono situate immediatamente a nord delle isole Hermite, separate da esse dal canale Franklin, in modo da essere difficilmente distinguibili per la loro vicinanza. Le acque della baia Nassau le separano dall'isola Navarino.

## Geografia
L'arcipelago è formato da quattro isole maggiori (Grevy, Bayly, Wollaston e Freycinet) e altri isolotti (Dédalo, Surgidero, Diana, Otarie, Middle e Adriana. La principale elevazione è il Monte Hyde (674 m), situato nella porzione sud-occidentale dell'isola Wollaston.
Le isole fanno parte del parco nazionale Capo Horn, che contiene nel suo interno l'area boscosa più australe della Terra.

## Storia
Il nome all'arcipelago fu dato dal capitano britannico Henry Foster, che navigò in queste acque tra il 1829 e il 1831, in onore allo scienziato William Hyde Wollaston. Il nome originario dato dai nativi Yamana all'arcipelago era Yachkusin, che significa “posto delle isole”.
Nel 1888 il reverendo anglicano Edwin C. Aspinall ottenne dal governo cileno, in seguito ad una sua richiesta, un diritto d'uso decennale dell'isola di Bayly, una delle quattro maggiori isole dell'arcipelago; nel 1892, tuttavia, gli Yamana della missione furono trasferiti sull'isola Hoste a causa delle condizioni inospitali del luogo.